# Бурляевка
Бурляевка — село в Новохопёрском районе Воронежской области России. Входит в состав Пыховского сельского поселения. До 2011 года село являлось административным центром ныне упразднённого Бурляевского сельского поселения.

## География
Находится в восточной части Воронежской области, на берегах реки Татарка (приток реки Савалы), примерно в 20 км к юго-западу от районного центра, города Новохопёрск, на высоте 116 метров над уровнем моря.

## Население
| 1859 | 1897  | 2010 |
| ---- | ----- | ---- |
| 1192 | ↗1795 | ↘351 |

По данным Всероссийской переписи, в 2010 году численность населения село составляла 351 человека (178 мужчин и 173 женщины).

## Улицы
Уличная сеть села состоит из 4 улиц и 1 переулка.